# Зуево (Татарстан)
Зуево (тат. Зуево) — деревня в Агрызском районе Республики Татарстан России. Входит в состав Красноборского сельского поселения.

## История
Деревня Зуево была основана на рубеже XVIII и XIX веков переселенцами из деревни Бобровка Козловской волости Сарапульского уезда. До 60-х годов XIX население деревни состояло из государственных крестьян. Основными занятиями населения были земледелие, скотоводство, кузнечный и красильный промыслы. 

В «Списке населенных мест Российской империи», изданном в 1876 году, населённый пункт упомянут как удельный починок Зуев Елабужского уезда (2-го стана), при речке Северной, расположенная в 96 верстах от уездного города Елабуга. В починке насчитывалось 25 дворов и проживало 355 человек (159 мужчин и 196 женщин).

В конце XIX века земельный надел сельского общества составлял 633,7 десятины.
До 1921 года деревня входила в Пьяноборскую волость Елабужского уезда Вятской губернии. С 1921 находилась в Агрызском, с 1924 в Елабужском кантонах Татарской АССР. С 10 июля 1930 года в Красноборском, с 28 октября 1960 года в Агрызском районе (в 1963—1964 годах — в Елабужском районе).
Действовал клуб.

## География
Деревня находится в северо-восточной части Татарстана, в подтаёжной зоне, в пределах северо-восточной части Елабужской возвышенности, на правом берегу реки Северная (приток Камы), на расстоянии примерно 69 километров (по прямой) к юго-юго-востоку (SSE) от города Агрыз, административного центра района, и в 14,5 км по автодорогам к востоку от центра поселения, села Красный Бор. Абсолютная высота — 123 метра над уровнем моря. Неподалеку находится Нижнекамское водохранилище.

### Часовой пояс
Деревня Зуево, как и весь Татарстан, находится в часовой зоне МСК (московское время). Смещение применяемого времени относительно UTC составляет +3:00.

## Население
Население деревни Зуево в 2012 году составляло 31 человек. Возрастная структура населения характеризовалась следующими данными: трудоспособное население составляло 7 чел. (22,58 %) от общей численности населения, лица старше трудоспособного возраста — 24 чел. (77,42 %).
| 1859 | 1890 | 1920 | 1926 | 1938 | 1949 | 1958 | 1970 | 1989 | 2002 | 2012 |
| ---- | ---- | ---- | ---- | ---- | ---- | ---- | ---- | ---- | ---- | ---- |
| 355  | 462  | 428  | 494  | 461  | 394  | 308  | 249  | 107  | 78   | 31   |

Национальный состав
Согласно результатам переписи 2002 года, в национальной структуре населения русские составляли 90 %.

## Достопримечательности
В окрестностях деревни расположен Зуевский могильник (2-я пол. I тыс. н. э.), являющийся объектом культурного наследия.

## Улицы
Уличная сеть деревни состоит из четырёх улиц.